# Isabel Derungs
Isabel Derungs (Suraua, 17 luglio 1987) è una snowboarder svizzera.

## Palmarès

### Coppa del Mondo
- Miglior piazzamento nella Coppa del Mondo generale di freestyle: 15ª nel 2019
- Miglior piazzamento nella Coppa del Mondo di slopestyle: 3ª nel 2019
- Miglior piazzamento nella Coppa del Mondo di big air: 21ª nel 2017
- 3 podi:
  - 1 vittoria
  - 1 secondo posto
  - 1 terzo posto

#### Coppa del Mondo - vittorie
| Data            | Località      | Paese  | Specialità |
| --------------- | ------------- | ------ | ---------- |
| 26 gennaio 2019 | Alpe di Siusi | Italia | SBS        |

Legenda:

SBS = Slopestyle